# Catoblepia midas
Catoblepia midas är en fjärilsart som beskrevs av Hans Ferdinand Emil Julius Stichel 1908. Catoblepia midas ingår i släktet Catoblepia och familjen praktfjärilar. Inga underarter finns listade i Catalogue of Life.